# Inkubator przedsiębiorczości

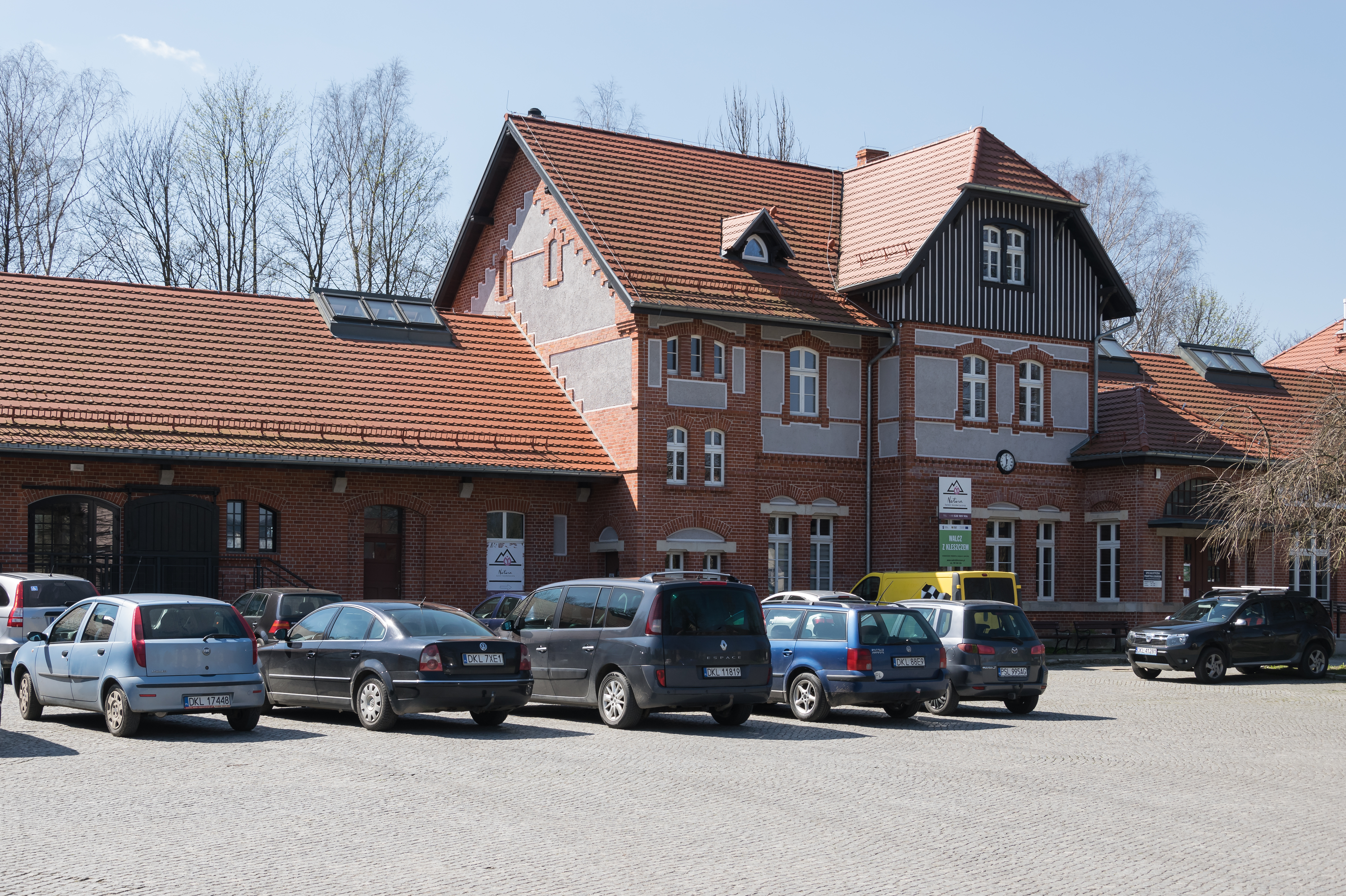
Inkubator przedsiębiorczości w Lądku-Zdroju

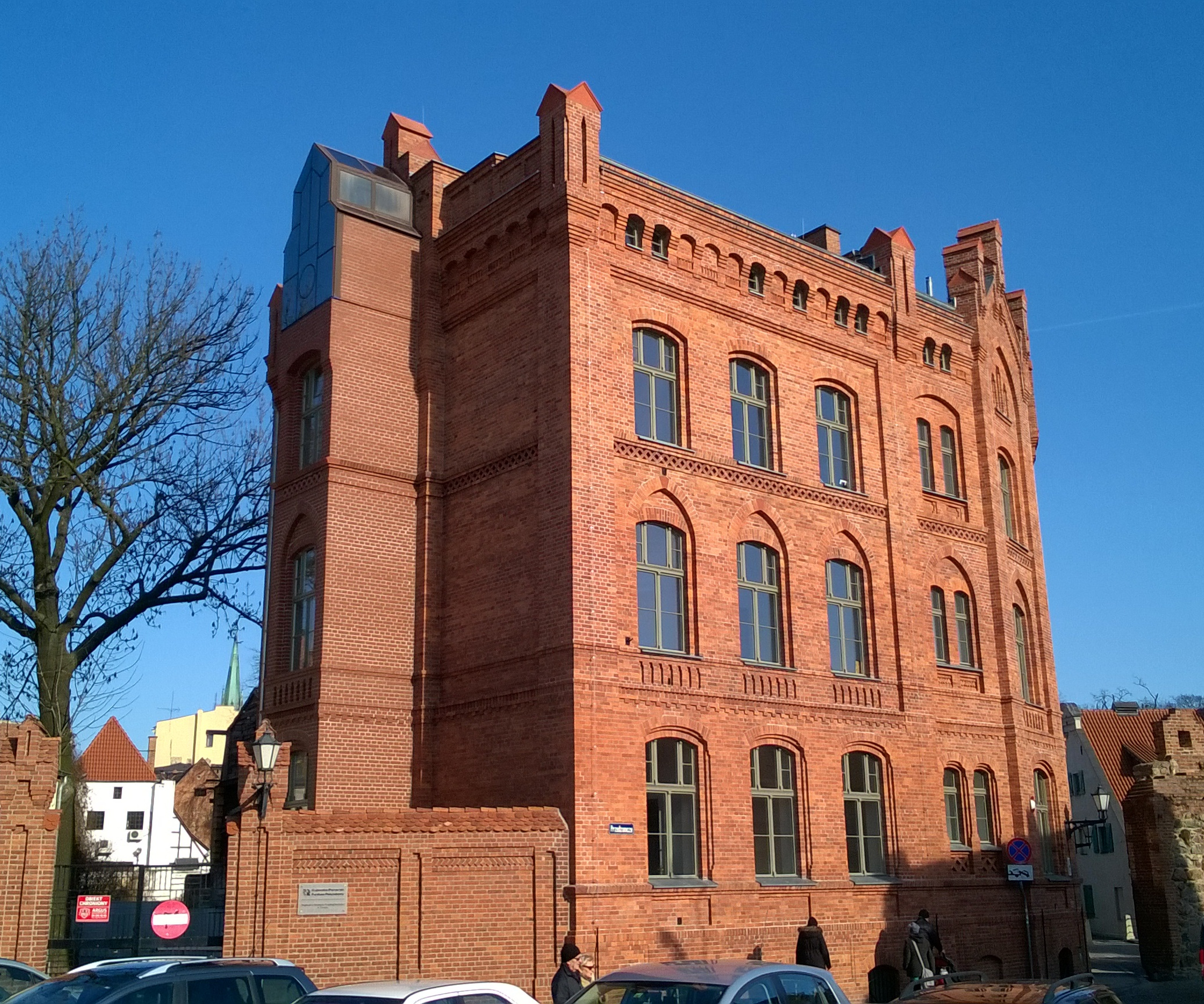
Budynek Regionalnego Inkubatora Przedsiębiorczości w Toruniu

Inkubator przedsiębiorczości – podmiot, którego celem jest wspieranie rozwoju przedsiębiorstw, które nie mają środków lub wiedzy umożliwiających założenie i prowadzenie własnej działalności gospodarczej. Są popularnym narzędziem wspierania startupów.
Inkubator może przyjąć formę fundacji, stowarzyszenia lub organizacji pozarządowej (parki technologiczne, naukowo-technologiczne, parki naukowe, czy inkubatory technologiczne).

## Akademickie inkubatory przedsiębiorczości
Uczelnie wyższe zgodnie z art. 148 z dnia 20 lipca 2018 r. ustawy – Prawo o szkolnictwie wyższym i nauce – mogą prowadzić akademickie inkubatory przedsiębiorczości oraz centra transferu technologii w celu wspierania działalności gospodarczej pracowników uczelni, doktorantów i studentów (przedsiębiorczości akademickiej).
Akademickie inkubatory przedsiębiorczości dzieli się na te, które zajmują się preinkubacją (wsparciem osób przed założeniem działalności gospodarczej – bez rejestracji działalności gospodarczej w urzędach można działać jako pion inkubatora, korzystając z jego osobowości prawnej) oraz świadczące pomoc na zasadach inkubacji (wsparcie od momentu rejestracji działalności gospodarczej w postaci pomocy lokalowej, porad prawnych, księgowości, zaplecza biurowego, szkoleń i doradztwa, pomocy w pozyskiwaniu środków unijnych itp.).
W Polsce Inkubatory innowacji i przedsiębiorczości zaczęły powstawać w latach 90., często we współpracy z uczelniami. W 2005 roku w kraju działało około 30 akademickich inkubatorów przedsiębiorczości, które – choć wszystkie działały przy uczelniach – różniły się pod względem organizacyjnym i funkcjonalnym, wykształcając podział na trzy grupy:
- Akademickie Inkubatory Przedsiębiorczości utworzone przez Fundację Akademickie Inkubatory Przedsiębiorczości (dzisiaj znaną jako Bizky)[5]
- Akademickie Inkubatory Technologiczne powiązane z działającymi na państwowych uczelniach ośrodkami transferu technologii
- Akademickie Inkubatory Przedsiębiorczości powstające z inicjatywy organizacji studenckich (często powiązane z akademickimi biurami karier)

Fundacja Akademickie Inkubatory Przedsiębiorczości była szczególnie zorientowane rynkowo i w 2005 roku pod skrzydłami tej organizacji rozwijało się około 100 projektów. W 2007 roku istniało już 20 inkubatorów AIP w całym kraju (w tym przy najważniejszych polskich uczelniach, takich jak Uniwersytet Warszawski czy Uniwersytet Gdański), w których funkcjonowało 250 firm. W czasie kolejnej dekady w AIP działało w sumie ponad 16 tysięcy projektów, a sama organizacja weszła w proces centralizacji, co poskutkowało zamknięciem filii działających przy uniwersytetach i utworzeniem centrali w Warszawie.

### Działalność komercyjna
Na bazie zorganizowanej w ramach Programu Operacyjnego „Innowacyjna Gospodarka” sieci akceleratorów biznesu AIP Business Link, która w 2015 udostępniała przestrzenie biurowe w dziesięciu miastach Polski, powstało przedsiębiorstwo o tej samej nazwie, które oferuje wynajem powierzchni biurowej. Spółkę Business Link zarejestrowała końcem 2016 firma Blackstones Henryka Zimmermanna i Stevena Wooda, specjalizująca się w dostarczaniu gotowych spółek. Akademickie Inkubatory Przedsiębiorczości weszły w jej posiadanie na początku 2017 i w połowie roku sprzedały 40% udziałów firmie Skanska Workplaces, a w 2019 całość udziałów przejęła grupa Skanska.

## Inkubatory przedsiębiorczości społecznej
Są tworzone przez samorządy lub organizacje pozarządowe. Oferują doradcze, szkoleniowe i infrastrukturalne wsparcie:
- podmiotom ekonomii społecznej,
- instytucjom rynku pracy oraz pomocy i integracji społecznej,
- osobom zainteresowanym założeniem lub działalnością na rzecz podmiotów ekonomii społecznej.